# Taió
Taió este un oraș în Santa Catarina (SC), Brazilia.